# Santuario della Madonna della Guardia (Berceto)
Il santuario della Madonna della Guardia è un luogo di culto cattolico dalle forme neoromaniche e neogotiche, situato sul Passo della Cisa, nel comune di Berceto, in provincia e diocesi di Parma; dipende dalla parrocchiale di San Bartolomeo di Valbona e fa parte della zona pastorale della Montagna.

## Storia
Il luogo di culto fu costruito tra il 1919 e il 1922 per volere dei coniugi genovesi Eugenia e Flavio Fasce e intitolato alla Madonna della Guardia; al termine dei lavori, fu benedetto il 16 luglio del 1922.
Il 29 agosto del 1930, con l'incoronazione della statua della Madonna della Guardia, la chiesa fu elevata al rango di santuario minore.
Nel 1965 la Madonna della Guardia della Cisa fu proclamata "patrona degli sportivi di tutto il mondo".

## Descrizione

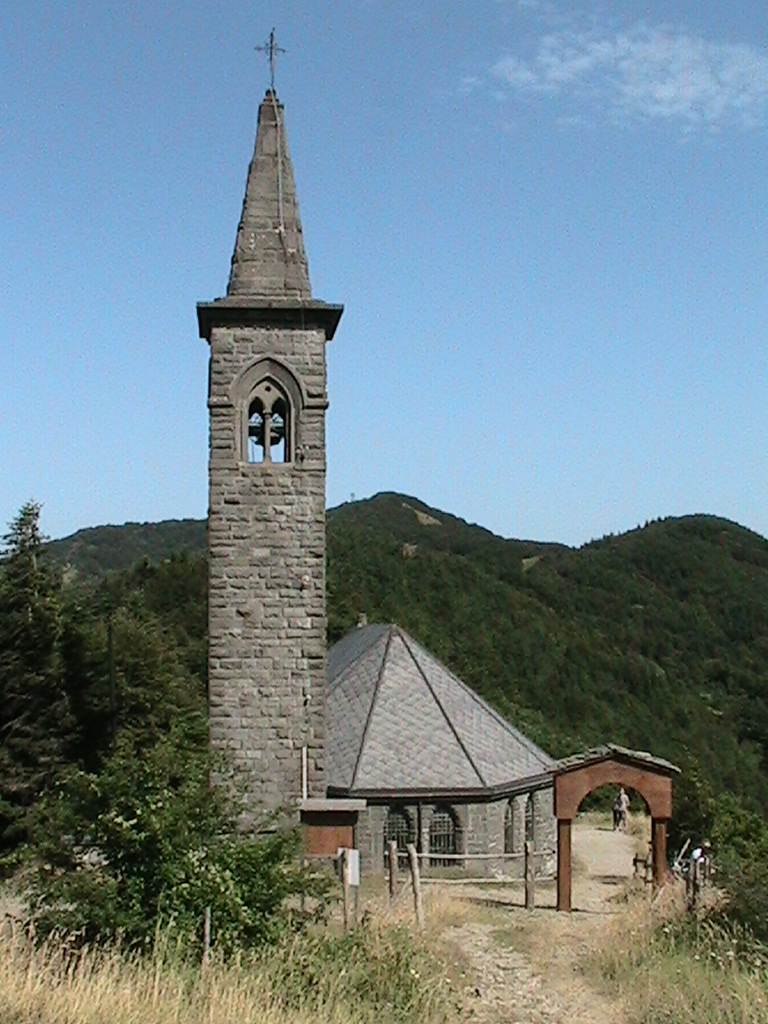
Campanile e retro del santuario

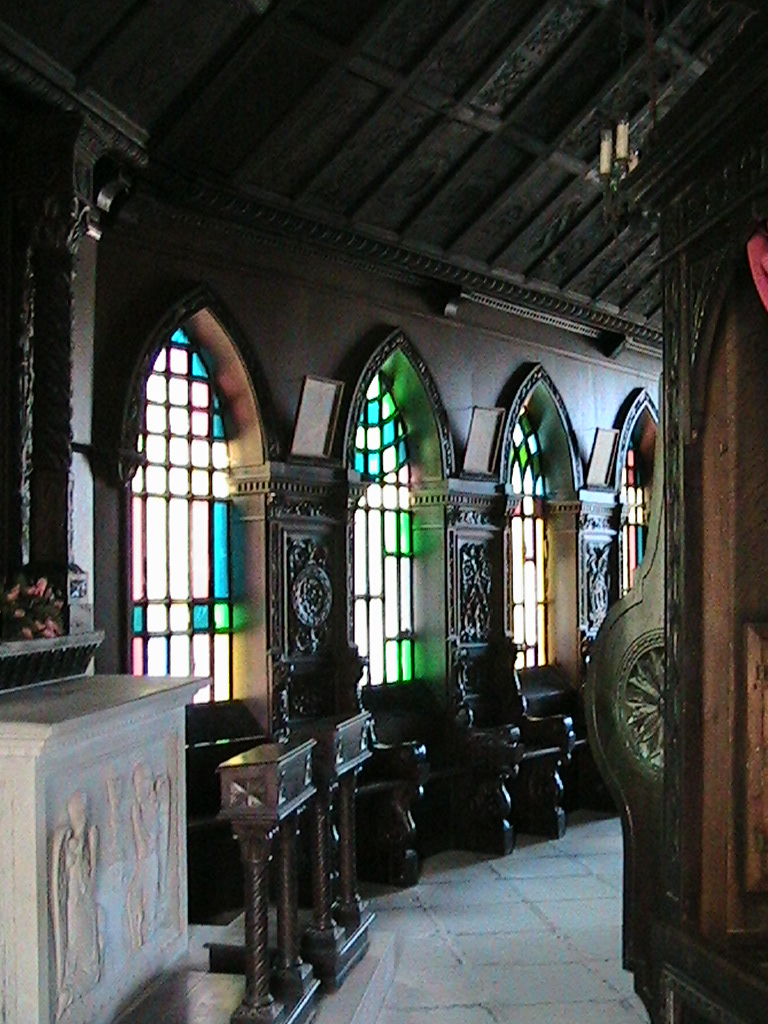
Deambulatorio

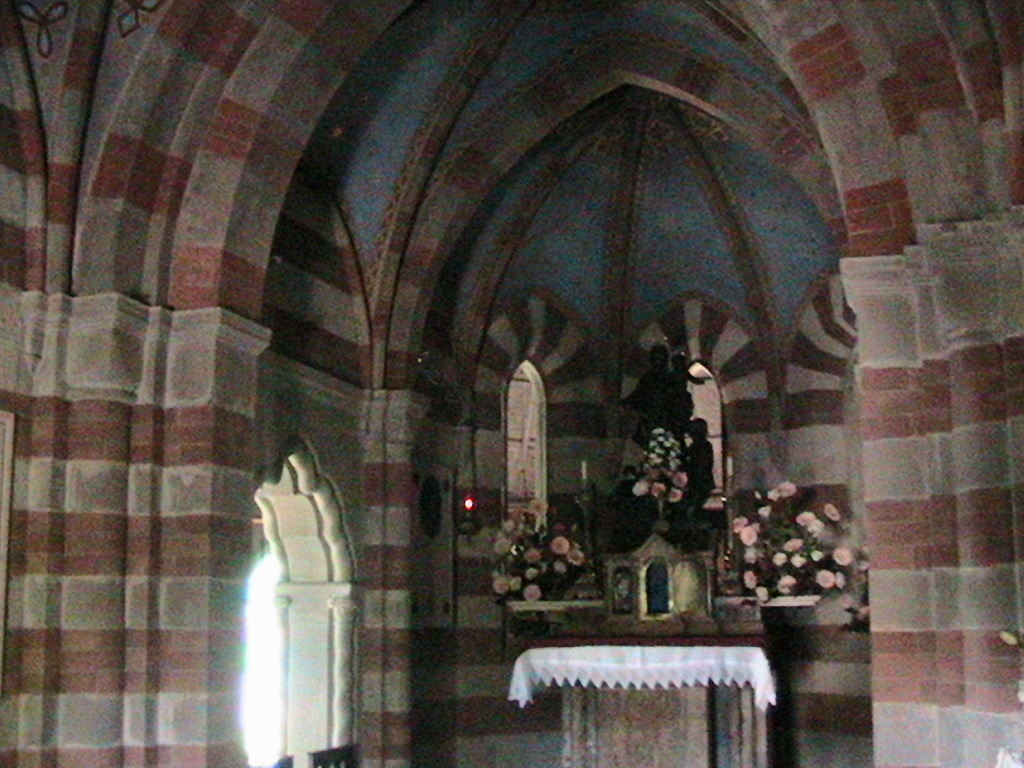
Interno

La chiesa si sviluppa su un impianto a navata unica circondata da un deambulatorio, con ingresso a ovest e presbiterio absidato a est.
La simmetrica facciata a capanna, interamente rivestita in pietra come il resto dell'edificio, è preceduta da una lunga scalinata; al centro del prospetto aggetta un portico ad arco a tutto sesto, sormontato da una piccola bifora ad arco ogivale e coronato da un ripido tetto a due spioventi fortemente sporgente; nel mezzo si apre il portale d'ingresso strombato ad arco a tutto sesto; ai lati si trovano due grandi vetrate ad arco a sesto acuto, anch'esse strombate.
I fianchi e il retro presentano analoghe vetrate ad arco ogivale, attraverso le quali si affaccia il deambulatorio; a nord-ovest si eleva, isolato, l'alto campanile in pietra a base quadrata, illuminato da piccole feritoie; la cella campanaria si affaccia sulle quattro fronti attraverso bifore strombate ad arco ogivale; in sommità, oltre il cornicione in aggetto, si erge un'aguzza guglia piramidale in pietra di coronamento.
All'interno la piccola navata, coperta da una serie di volte a crociera costolonate, è affiancata da alcune semicolonne coronate da capitelli a cubo scantonato; le pareti sono rivestite a fasce orizzontali bicolori, costituite da strati in laterizio rosso alternati ad altri in blocchi di cemento e pietra grigia.
Il presbiterio, lievemente sopraelevato, è preceduto dall'arco trionfale a sesto acuto, retto da paraste; l'ambiente è chiuso superiormente da una volta a crociera costolonata; sul fondo l'abside a pianta poligonale, illuminata da tre monofore ad arco ogivale, è coperta dal catino con spicchi a vela ad arco acuto.
Il deambulatorio è chiuso superiormente da una copertura inclinata in legno, decorata a finti cassettoni contenenti numerosi stemmi intagliati; al centro si erge la venerata statua in bronzo raffigurante la Madonna della Guardia, realizzata da Enrico Albericci; lungo il perimetro esterno, illuminato da una serie di vetrate policrome, si sviluppa il coro ligneo intarsiato, realizzato in stile neorinascimentale da Africo Salvini; al centro degli schienali sono collocati piccoli dipinti a olio eseguiti da Giuseppe Fraschetti, rappresentanti, nel mezzo, Cristo Re e, ai lati, le stazioni della Via Crucis.